# 废除奴隶制国际日
每年的12月2日是废除奴隶制国际日（International Day for the Abolition of Slavery），这是从1986年开始的。
1949年12月2日，聯合國大會通過了《禁止贩卖人口及取缔意图赢利使人卖淫的公约》。2002年12月18日，聯合國大會第57/195号决议宣布，2004年是紀念反對和廢除奴隸制鬥爭國際年。

## 外部連結
- Convention for the Suppression of the Traffic in Persons and of the Exploitation of the Prostitution of Others